# Орден заслуга за одбрану и безбедност
Орден заслуга за одбрану и безбедност је одликовање Републике Србије установљено 26. октобра 2009. године „Законом о одликовањима Републике Србије“. Аутор идејног решења Ордена заслуга за одбрану и безбедност је академски вајар Никола Вукосављевић, редовни професор академије ликовних уметности у Београду на предмету вајање.

## Законски основ
Орден се додељује указом Председника Републике Србије, обично поводом Дана државности Републике Србије. Додељује се за Натпросечно, узорно и часно извршавање дужности и задатака у областима одбране и безбедности.
Орден заслуга за одбрану и безбедност има три степена.

## Списак одликованих физичких лица
Од увођења ордена 2010. године, одликовани су: 
| Име и презиме    | Степен | Година | Опис заслуге                                                                                    | Напомена                                               |
| ---------------- | ------ | ------ | ----------------------------------------------------------------------------------------------- | ------------------------------------------------------ |
| Славиша Марковић | Други  | 2013.  | За часно извршавање дужности и задатака у области одбране и безбедности.                        | Постхумно, Старији водник прве класе Војске Србије     |
| Небојша Милић    | Други  | 2013.  | За часно извршавање дужности и задатака у области одбране и безбедности                         | Постхумно, Старији водник прве класе Војске Србије     |
| Небојша Николић  | Трећи  | 2024.  | За узорно и часно извршавање дужности и задатака у областима одбране и безбедности              | в.д. секретара Министарства одбране                    |
| Милош Јевремовић | Први   | 2024.  | За натпросечно, узорно и часно извршавање дужности и задатака у областима одбране и безбедности | жандарм, рањен у нападу на амбасаду Израела у Београду |

### Изглед и траке одликовања
| Орден првог реда  | Орден другог реда | Орден трећег реда |
| ----------------- | ----------------- | ----------------- |
| Изглед одликовања |                   |                   |
|                   |                   |                   |
| Траке одликовања  |                   |                   |
|                   |                   |                   |